# Sceloporus chaneyi
Sceloporus chaneyi là một loài thằn lằn trong họ Phrynosomatidae. Loài này được Liner & Dixon miêu tả khoa học đầu tiên năm 1992.